# Čatrnja (gmina Rakovica)
Čatrnja – wieś w Chorwacji, w żupanii karlowackiej, w gminie Rakovica. W 2011 roku liczyła 209 mieszkańców.